# Evgenij Lopatin
Evgenij Ivanovič Lopatin (in russo: Евгений Иванович Лопатин; Balašov, 26 dicembre 1917 – Mosca, 21 luglio 2011) è stato un sollevatore sovietico, medagliato olimpico e mondiale e campione europeo. Ha gareggiato nelle categorie dei pesi piuma (fino a 60 kg.) e dei pesi leggeri (fino a 67,5 kg.).

## Biografia
Suo padre morì di colera quando lui aveva 3 anni e il resto della famiglia soffrì di malnutrizione negli anni della guerra civile russa. Alcuni anni dopo si trasferirono a Saratov, dove nel 1937 Lopatin iniziò la pratica del sollevamento pesi, con l'intento di diventare più forte e più sano. Lo stesso anno Lopatin ha sposato la sua compagna di scuola, Lidiya; hanno avuto un figlio, Sergej, nato il 19 marzo 1939.
Evgenij Lopatin cominciò da subito a vincere dei tornei a livello locale e regionale, ma la sua carriera di sollevatore fu interrotta a causa della seconda guerra mondiale. Lopatin, che nel frattempo era stato evacuato con la sua famiglia da Leningrado, ove vivevano, venne arruolato nell'Esercito sovietico. Rimase ferito durante la battaglia di Stalingrado e per molto tempo non poté usare il braccio sinistro. Fu fatto rientrare dal fronte, trascorrendo il resto della guerra a svolgere l'attività di allenatore in una scuola militare e ricongiungendosi con la sua famiglia.
Dopo la fine della guerra, Lopatin riprese la sua carriera di sollevamento pesi e, nonostante non si fosse ancora ripreso appieno dalle ferite di guerra, arrivò al 2º posto ai Campionati nazionali sovietici del 1945 e del 1946 nei pesi piuma.
Nel 1947 divenne campione sovietico e vinse la medaglia d'argento ai Campionati europei di Helsinki, alle spalle dello svedese Olov Arvid Andersson. Vinse nuovamente i Campionati nazionali nel 1948 e nel 1950; in quest'ultimo anno partecipò ai Campionati mondiali di Parigi, validi anche come Campionati europei, classificandosi al 2º posto con 317,5 kg. nel totale su tre prove, alle spalle dell'egiziano Mahmoud Fayad. Lopatin, pertanto, ottenne la medaglia d'argento mondiale e la medaglia d'oro europea.
Nel 1952, passato alla categoria superiore dei pesi leggeri, partecipò ai Giochi Olimpici di Helsinki, che in quell'anno erano validi anche come Campionato europeo, dopo aver vinto i Campionati nazionali. Nella competizione olimpica Lopatin arrivò a 350 kg. nel totale, conquistando la medaglia d'argento dietro allo statunitense Tommy Kono (362,5 kg.), e terminando davanti all'australiano Verdi Barberis, il quale ottenne lo stesso risultato totale di Lopatin, ma perse l'argento per via del suo peso corporeo leggermente più pesante di quello del sovietico. Lopatin vinse allo stesso tempo la medaglia d'oro dei Campionati europei.
Dopo le Olimpiadi del 1952 si ritirò dalle competizioni, dedicandosi all'attività di allenatore presso la società sportiva della Dynamo di Mosca, allenando, tra gli altri, anche suo figlio Sergej.
Morì a Mosca il 21 luglio 2011, all'età di 93 anni.